# Leeuw (Dürer)
Leeuw (Duits: Löwe) is een kunstwerk uit 1494 van de Duitse schilder Albrecht Dürer.